# Belmopan
Belmopan (/ˌbɛlmoʊˈpæn/) là thủ đô của Belize. Dân số thành phố năm 2010 là 16.451 người. Belmopan là điểm dân cư lớn thứ ba tại Belize, sau Thành phố Belize và San Ignacio, nhưng là thủ đô nhỏ nhất trên châu Mỹ lục địa. Được thành lập như một cộng đồng được quy hoạch năm 1970, Belmopan là một trong các thủ đô mới nhất trên thế giới. Từ năm 2000, Belmopan là một trong hai điểm dân cư ở Belize có địa vị thành phố, cùng với Thành phố Belize.
Belmopan nằm trong huyện Cayo, ở độ cao 76 mét (249 foot) trên mực nước biển. Belmopan được xây dựng ngay phía đông sông Belize, cách cựu thủ đô Thành phố Belize 80 km (50 mi), và được lập ra sau khi bão Hattie (1961) gần như phá hủy Thành phố Belize. Chính phủ chuyển đến Belmopan năm 1970. Tòa nhà Hội đồng Quốc gia tại đây được thiết kế để gợi nhớ đến kiến trúc của một ngôi đền Maya.

## Khí hậu
Belmopan có khí hậu nhiệt đới gió mùa (Am) theo phân loại khí hậu Köppen.
| Dữ liệu khí hậu của Belmopan      | Dữ liệu khí hậu của Belmopan | Dữ liệu khí hậu của Belmopan | Dữ liệu khí hậu của Belmopan | Dữ liệu khí hậu của Belmopan | Dữ liệu khí hậu của Belmopan | Dữ liệu khí hậu của Belmopan | Dữ liệu khí hậu của Belmopan | Dữ liệu khí hậu của Belmopan | Dữ liệu khí hậu của Belmopan | Dữ liệu khí hậu của Belmopan | Dữ liệu khí hậu của Belmopan | Dữ liệu khí hậu của Belmopan | Dữ liệu khí hậu của Belmopan |
| Tháng                             | 1                            | 2                            | 3                            | 4                            | 5                            | 6                            | 7                            | 8                            | 9                            | 10                           | 11                           | 12                           | Năm                          |
| --------------------------------- | ---------------------------- | ---------------------------- | ---------------------------- | ---------------------------- | ---------------------------- | ---------------------------- | ---------------------------- | ---------------------------- | ---------------------------- | ---------------------------- | ---------------------------- | ---------------------------- | ---------------------------- |
| Trung bình ngày tối đa °C (°F)    | 28.2 (82.8)                  | 29.7 (85.5)                  | 31.2 (88.2)                  | 33.5 (92.3)                  | 34.1 (93.4)                  | 32.7 (90.9)                  | 32.2 (90.0)                  | 32.6 (90.7)                  | 32.5 (90.5)                  | 31.2 (88.2)                  | 29.4 (84.9)                  | 28.6 (83.5)                  | 31.3 (88.3)                  |
| Trung bình ngày °C (°F)           | 23.7 (74.7)                  | 24.4 (75.9)                  | 25.5 (77.9)                  | 27.6 (81.7)                  | 28.6 (83.5)                  | 28.3 (82.9)                  | 27.7 (81.9)                  | 27.9 (82.2)                  | 27.9 (82.2)                  | 26.8 (80.2)                  | 25.1 (77.2)                  | 24.2 (75.6)                  | 26.5 (79.7)                  |
| Tối thiểu trung bình ngày °C (°F) | 19.1 (66.4)                  | 19.2 (66.6)                  | 19.8 (67.6)                  | 21.7 (71.1)                  | 23.1 (73.6)                  | 23.8 (74.8)                  | 23.3 (73.9)                  | 23.2 (73.8)                  | 23.2 (73.8)                  | 22.5 (72.5)                  | 20.7 (69.3)                  | 19.8 (67.6)                  | 21.6 (70.9)                  |
| Lượng mưa trung bình mm (inches)  | 135.2 (5.32)                 | 51.3 (2.02)                  | 48.5 (1.91)                  | 41.4 (1.63)                  | 119.3 (4.70)                 | 259.9 (10.23)                | 245.3 (9.66)                 | 226.1 (8.90)                 | 221.8 (8.73)                 | 244.2 (9.61)                 | 201.9 (7.95)                 | 134.9 (5.31)                 | 1.929,8 (75.97)              |
| Số ngày mưa trung bình (≥ 1.0 mm) | 11                           | 6                            | 5                            | 3                            | 7                            | 14                           | 16                           | 14                           | 15                           | 14                           | 13                           | 13                           | 131                          |
| Số giờ nắng trung bình tháng      | 170.5                        | 189.3                        | 241.8                        | 255.0                        | 248.0                        | 189.0                        | 201.5                        | 207.7                        | 171.0                        | 182.9                        | 165.0                        | 150.0                        | 2.371,7                      |
| Số giờ nắng trung bình ngày       | 5.5                          | 6.7                          | 7.8                          | 8.5                          | 8.0                          | 6.3                          | 6.5                          | 6.7                          | 5.7                          | 5.9                          | 5.5                          | 5.0                          | 6.5                          |
| Nguồn:                            |                              |                              |                              |                              |                              |                              |                              |                              |                              |                              |                              |                              |                              |